# Demi Vollering
Demi Vollering (Pijnacker, 15 de novembro de 1996) é uma ciclista profissional neerlandesa. Revelada pelas suas atuações nas clássicas das Ardenas, ela é considerada uma ciclista completa, boa escaladora e velocista, também apresenta bons resultados no contrarrelógio.
Em 2023, ela se torna a segunda corredora, depois de Anna van der Breggen, a alcançar o hat-trick nas clássicas das Ardenas na mesma temporada. Nessa mesma temporada, ela venceu o Tour de France Feminino.

## Carreira
Ela mora em Berkel en Rodenrijs. No final de 2018, ingressou no treinamento Parkhotel Valkenburg por dois anos. Em 2020, ela se juntou à equipe SD Worx.

### Os 10 melhores clássicos das Ardenas (2019)
Em 2019, ela conquistou a sétima colocação na Amstel Gold Race, no grupo da frente. Ela foi então a quinta na Flecha Valona no topo do Mur de Huy. Em Liège-Bastogne-Liège, ela conquistou o sprint pelo terceiro lugar atrás de Annemiek van Vleuten e Floortje Mackaij, ambas em fuga. Essas apresentações nos clássicos das Ardenas naturalmente atraem a atenção.
No Elsy Jacobs Festival, ela ganhou o prólogo. Ela foi a quarta no dia seguinte e manteve a sua camisola. Na última etapa, Lisa Brennauer venceu e assim conquistou a classificação geral graças aos bônus. Demi Vollering é a segunda colocada no evento.
No Tour da Emilia, ela venceu à frente de Elisa Longo Borghini nesta subida de colina em direção ao Santuário Madonna di San Luca.

### Confirmação (2020)
Ela é selecionada para o Campeonato Europeu de Estrada.

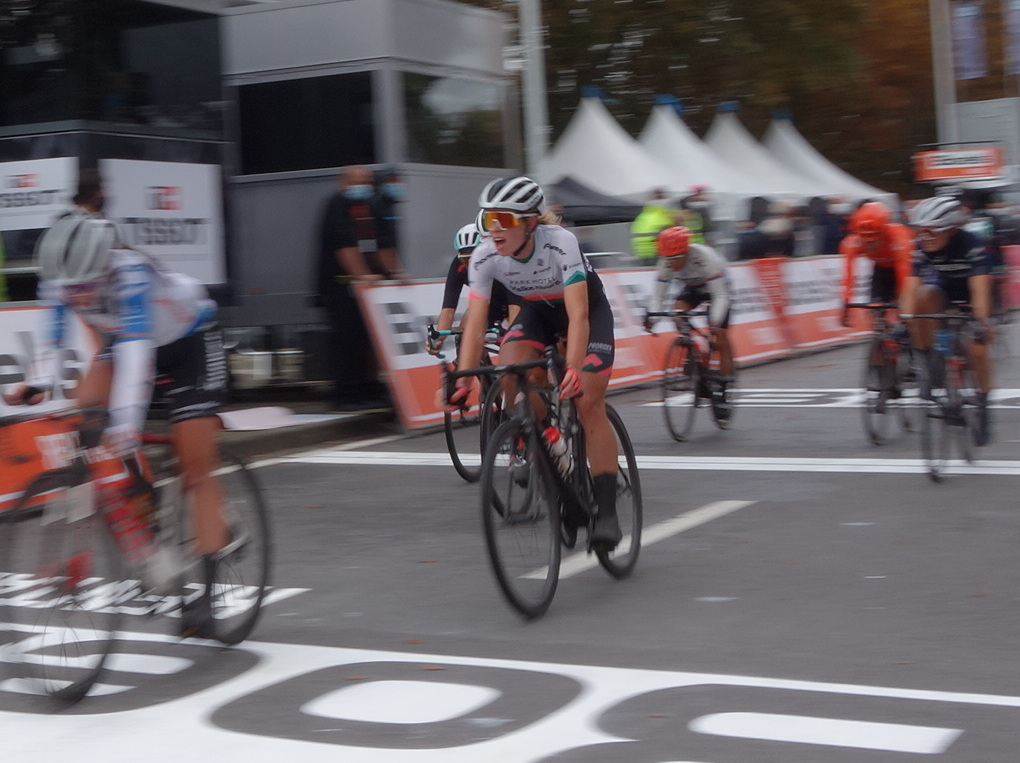
Chegada de Liège-Bastogne-Liège 2020

Na corrida Le Tour de France, na segunda volta, desde o início da subida, Annemiek van Vleuten estabelece um ritmo muito alto que elimina todos os competidores exceto por : Elisa Longo Borghini, Elizabeth Deignan, Marianne Vos, Katarzyna Niewiadoma e Demi Vollering, esta última fazendo o elástico. No sprint, ela é a terceira. Ela é selecionada para o Campeonato Mundial de Estrada.
Na Flecha Valona, na última subida do Mur de Huy, Anna van der Breggen marca o ritmo. Demi Vollering ataca, mas cedo demais, e a fuga é anulada. Ela é a terceira. Em Liège-Bastogne-Liège, ela perdeu a boa separação, mas terminou em décimo primeiro.
Em Ghent-Wevelgem, ela está no grupo das onze favoritas que sai no Monte Kemmel. Ela é a sétima. Na Volta a Flandres, no Taienberg, Demi Vollering acelera, ela é perseguida por Van der Breggen. O pelotão está muito esticado nesta subida. Ela então permaneceu no grupo da frente e terminou em sétimo.

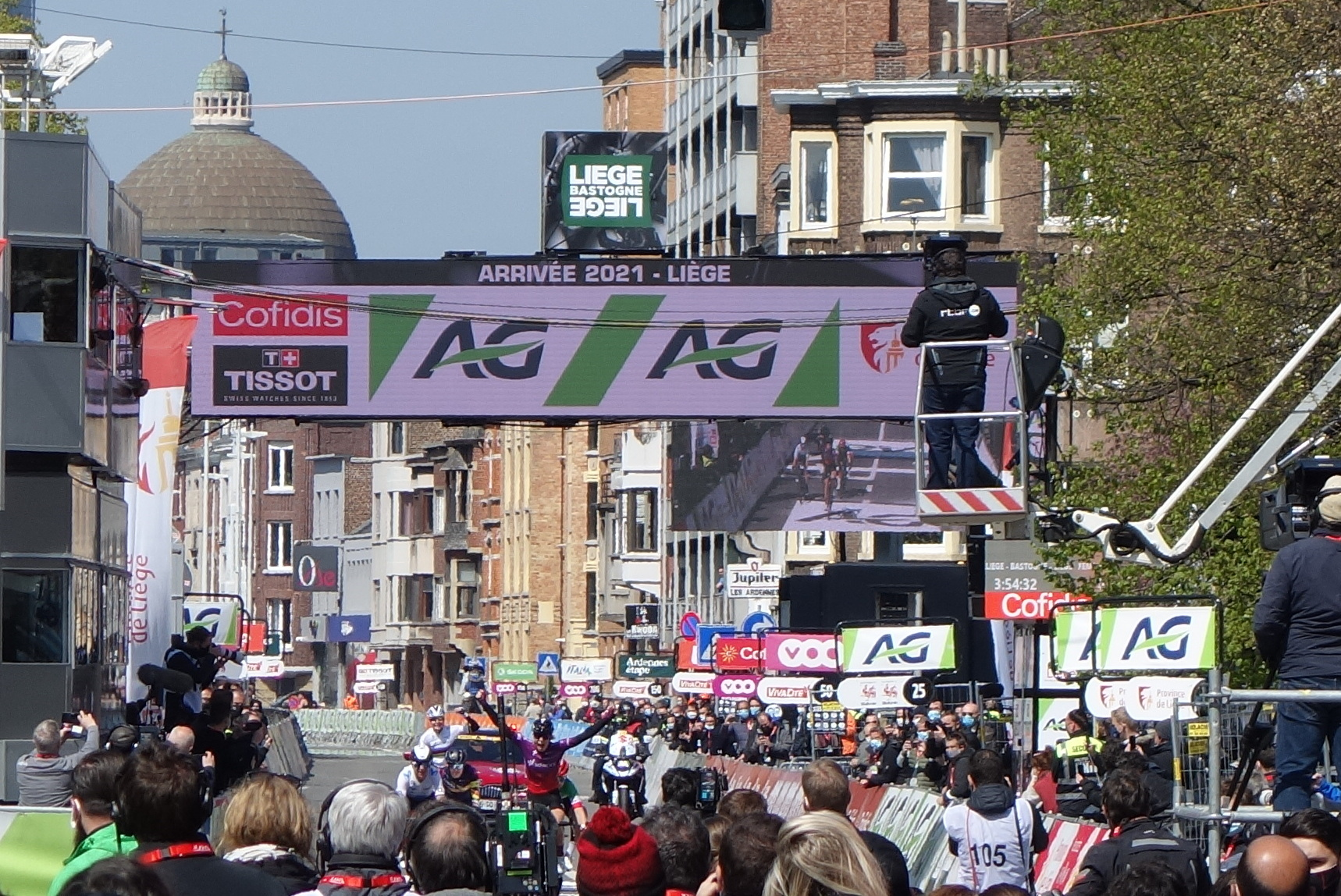
Vitória sobre Liège-Bastogne-Liège

Na Flecha de Brabante, a boa separação começou a vinte e três quilômetros da chegada com Vollering. O sprint é jogado entre Vollering e Winder. Embora a primeira pense que venceu, o arremesso de bicicleta de Ruth Winder prova depois de ver a foto terminar vitoriosa. Na Amstel Gold Race, na subida final do Cauberg, Demi Vollering é colocada, mas não pode seguir, mas um reagrupamento ocorre mais adiante. Demi Vollering, que terminou seu sprint em uma bala de canhão, ficou em segundo lugar atrás de Marianne Vos. Em Liège-Bastogne-Liège, no falso plano não referenciado que segue Roche aux Faucons, uma aceleração de Annemiek van Vleuten causa a formação de um grupo de cinco ciclistas, incluindo Anna van der Breggen e Demi Vollering. Anna van der Breggen se coloca totalmente a serviço de Vollering. Isso consegue concluir vencendo facilmente o sprint.
Em julho, no La course by Le Tour de France, a vitória é decidida na subida final. Vollering volta a dois quilômetros da chegada. A vitória é decidida no sprint: Marianne Vos inicia o sprint, mas Demi Vollering a puxa para cima e vence.

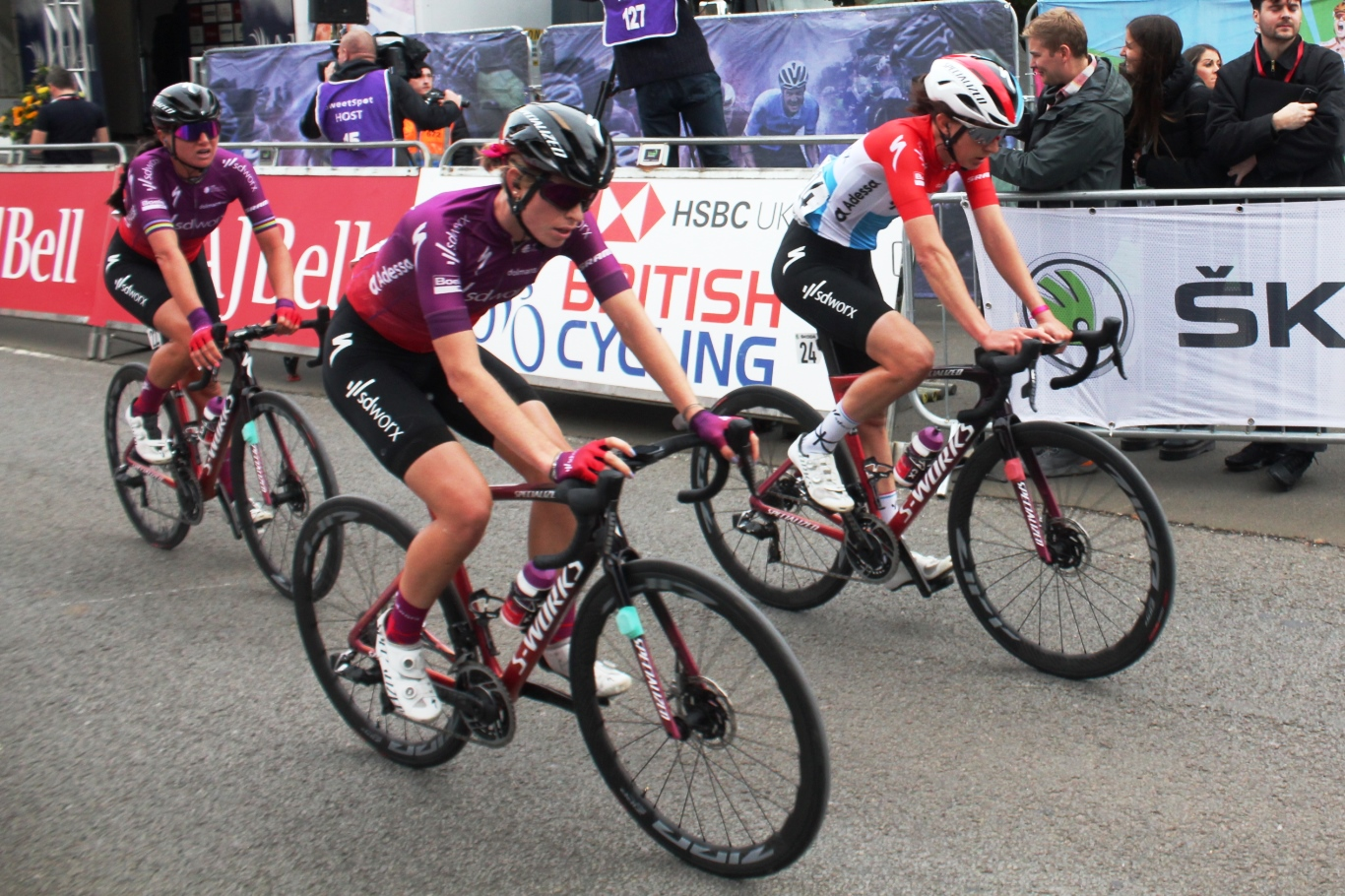
No Tour Feminino (em primeiro plano)

Ela participou da prova de estrada nos Jogos Olímpicos que terminou em segundo lugar. No Giro d'Italia, Demi Vollering é o terceiro colocado na segunda etapa que decide a classificação geral final. Ela é a segunda no contrarrelógio subindo atrás de Anna van der Breggen. Durante a nona etapa montanhosa, ela é novamente segunda e obtém o terceiro lugar no evento.
Ela é a quinta no Campeonato Europeu de Estrada e a sétima no Campeonato Mundial. Esta última atuação lhe rendeu críticas de seus companheiros de equipe.
No Tour Feminino, Demi Vollering venceu o contrarrelógio da 3 etapa, com uma vantagem de mais de um minuto que lhe permitiu vencer a prova ao final da 6 etapa.

### Segundo posto no Tour de France Femmes de 2022

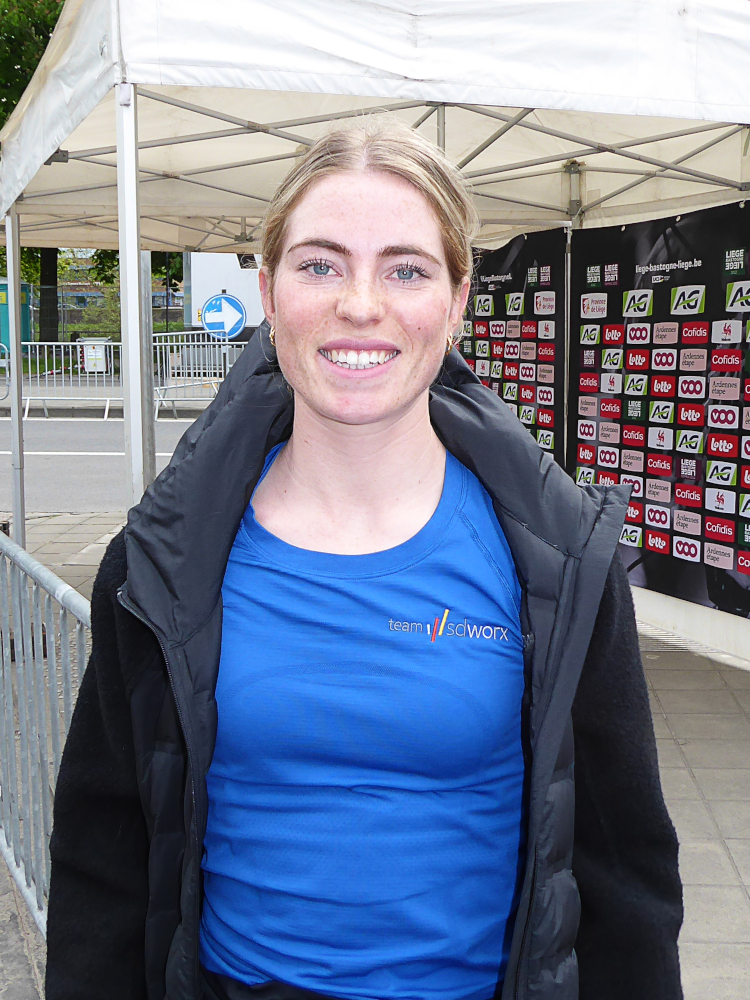
Demi Vollering durante a apresentação das equipes Liège-Bastogne-Liège 2022

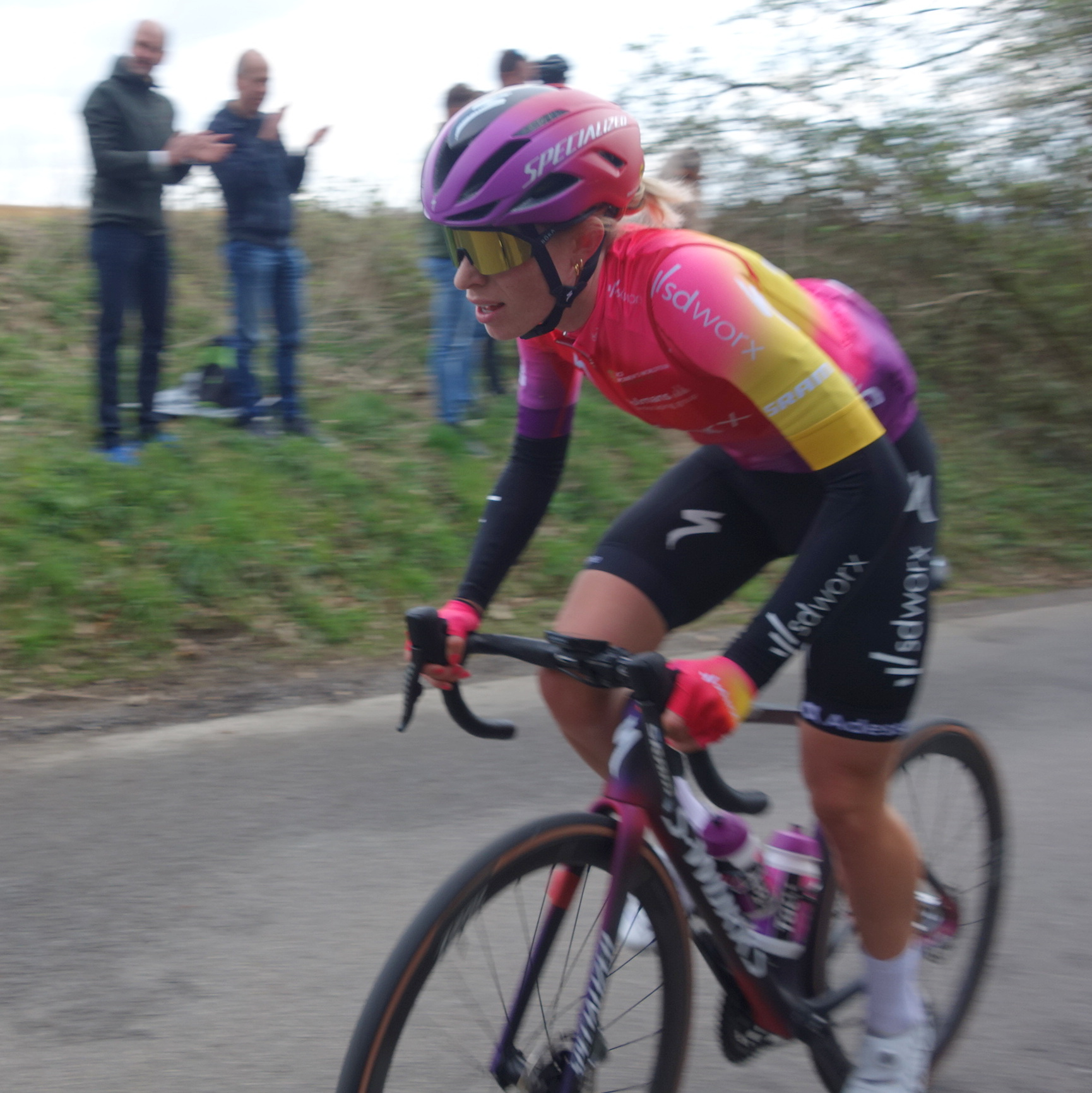
Demi Vollering na Amstel Gold Race

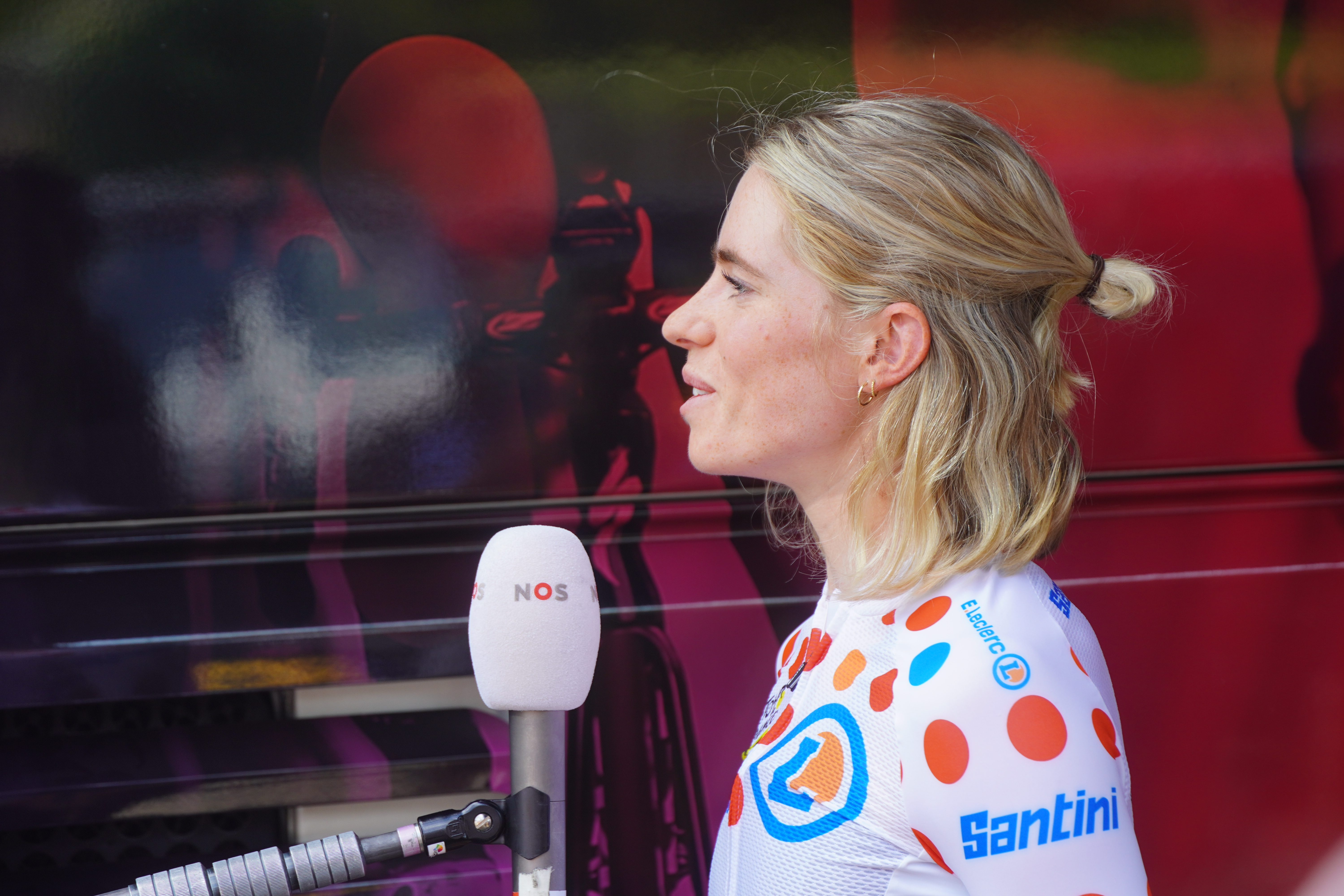
Largada da 8ª e última etapa do Tour de France Feminino 2022 em Lure em Haute-Saône

No Circuito Het Nieuwsblad, ela está com as favoritas na subida de Geraardsbergen. No Bosberg, Annemiek van Vleuten produz um longo ataque. Demi Vollering é a única que pode seguir. Van Vleuten começou o sprint de longe, mas não voltou para a dianteira. Na Amstel Gold Race, ela marca presença na frente. Tudo é decidido na última subida do Cauberg. Na área plana que a segue, Marta Cavalli sai sozinha. Atrás, Demi Vollering regula o sprint do grupo. Na Flecha de Brabante, a trinta quilômetros do final, Demi Vollering produziu uma violenta aceleração. Ela é seguida por Pauliena Rooijakkers. A dez quilômetros, Vollering atacou na Moskesstraat e distanciou Rooijakkers. Ela é a terceira na Fleche Valônia.
No Tour do País Basco, ela combinou suas qualidades como escaladora, velocista e downhiller para vencer as três etapas e a classificação geral. No Tour de Burgos, ela teve um dia ruim na terceira etapa e cedeu tempo. Ela venceu a difícil última etapa, mas teve que se contentar com o terceiro lugar geral.
No Tour de France Feminino, ela caiu sem consequências na terceira etapa. Na primeira etapa de montanha, Annemiek van Vleuten ataca desde o sopé da primeira dificuldade. Apenas Demi Vollering pode segui-la. No último quilômetro da passagem de Platzerwasel, van Vleuten finalmente soltou seu compatriota e assumiu a liderança sozinha no topo. Demi Vollering, no entanto, mantém uma vantagem substancial sobre seus perseguidores. Ela chega três minutos e vinte e seis depois de Van Vleuten, mas quase dois minutos antes de Cecilie Uttrup Ludwig. No dia seguinte, tudo se decide na subida final. Como no dia anterior, Annemiek van Vleuten ataca nos primeiros quilômetros com Demi Vollering em primeiro lugar no volante. Vollering ocupa o segundo lugar. Ela também terminou a corrida no segundo degrau do pódio. Ela é a melhor escaladora.
Vollering sofreu uma concussão durante o Tour da Escandinávia que o levou a perder o Campeonato Europeu. Selecionada para a prova de estrada dos campeonatos mundiais, ela é uma não-corrente lá devido a um teste positivo para SARS-CoV-2.

## Palmarés em estrada
- 2019
  - Elsy Jacobs Festival Prólogo
  - Tour Emily
  - 2 no Elsy Jacobs Festival
  - 3 em Liège-Bastogne-Liège
  - 5 na Fleche Valônia
  - 7 na Amstel Gold Race
- 2020
  - 3 na Setmana Ciclista Valenciana
  - 3 no La Course by Le Tour de France
  - 3 na Fleche da Valônia
  - 7 de Gent-Wevelgem
  - 7 na Volta à Flandres
- 2021
  - Liège-Bastogne-Liège
  - La Course by Le Tour de France
  - Tour Feminina:
    - Classificação geral
    - etapa 3 (contra-relógio)

  - 2 na Flecha de Brabante
  - 2 na Amstel Gold Race
  - 2 em Emakumeen Nafarroako Klasikoa
  -  Medalha de bronze do Campeonato da Europa na estafeta contrarrelógio misto
  - 3 no Tour de Burgos
  - 3 no Giro d'Italia
  - 5 no Campeonato da Europa de Estrada
  - 5 no Simac Ladies Tour
  - 6 na Strade Bianche
  - 7 no Campeonato Mundial de Estrada
  - 10 na Fleche da Valônia
- 2022
  - Flecha Brabanzona Feminina
  - Volta ao País Basco:
    - Classificação geral
    - etapa 1, 2 e 3

  - etapa 4 do Tour de Burgos
  - 2 na Amstel Gold Race
  - 2 no Circuito Het Nieuwsblad
  - 2 no Tour de France
  - 2 no contrarrelógio no Aberto da Suécia Vårgårda
  - 3 na Fleche da Valônia
  - 3 em Liège-Bastogne-Liège
  - 3 no Tour de Burgos
  - 3 no Ceratizit Challenge de La Vuelta
- 2023
  -  Campeão dos Países Baixos de Estrada
  - Strade Bianche
  - Atrávez de Flandres
  - Amstel Gold Race
  - Flecha valona
  - Liège-Bastogne-Liège
  - 5 e 7 etapas da Volta Feminina
  - etapas 1 e 2 da Volta ao País Basco
  - Tour de burgos:
    - Classificação geral
    - etapas 2 e 4

  - Tour de France
    - Classificação geral
    - etapa 7

  - 2 na Volta à Flandres
  - 2 na Flecha de Brabante
  - 2 na Volta Feminina
  - 2 na Volta ao País Basco
  - 2 no Tour da Suíça

### Resultados nas Grandes Voltas

#### Giro da Itália
2 entradas
- 2019: 13
- 2021: 3

#### Tour de France
2 entradas
- 2022: 2,  vencedor da classificação de melhor escalador
- 2023:  Vencedor da classificação geral e etapa 7,  camisa amarela por dois dias

#### Volta a Espanha
1 entrada
- 2023: 2, vencedor das etapas 5 e 7,  camisa vermelha por um dia

### Classificações Mundiais
| Ano            | 2018 | 2019 | 2020 | 2021 | 2022 | 2023 | 2024 |
| -------------- | ---- | ---- | ---- | ---- | ---- | ---- | ---- |
| UCI Ranking    | 329. | 21.  | 15.  | 4.   | 5.   | 1.   | 2.   |
| UCI World Tour | -    | 14.  | 8.   | 2.   | 3.   | 1.   | 2.   |
|                |      |      |      |      |      |      |      |
| Fonte: UCI     |      |      |      |      |      |      |      |